# 李缃
李缃（8世纪778年至788年间—823年1月5日），唐朝皇子，本名李淮，是唐顺宗李诵之子，生母不详。
生年没有记载，当在长兄唐宪宗出生的778年之后。贞元四年（788年），李缃被祖父唐德宗封为宣城郡王（《旧唐书》是说李絿被封宣城郡王）。贞元二十一年（805年），李缃被父亲唐顺宗封为集王，长庆二年（822年）十一月二十，李缃去世。